# Cantón de Rougemont-le-Château
El cantón de Rougemont-le-Château (en francés canton de Rougemont-le-Château) era una división administrativa francesa, que estaba situada en el departamento del Territorio de Belfort, de la antigua región de Franco-Condado.

## Composición
El cantón estaba formado por once comunas:
- Anjoutey (A)
- Bourg-sous-Châtelet (B)
- Étueffont (Et)
- Felon (F)
- Lachapelle-sous-Rougemont (LC)
- Lamadeleine-Val-des-Anges (LM)
- Leval (Le)
- Petitefontaine (P)
- Romagny-sous-Rougemont (R)
- Rougemont-le-Château (R-le-C)
- Saint-Germain-le-Châtelet (SG)

## Historia
Fue creado en 1871. En aplicación del decreto n.º 2014-155 del 13 de febrero de 2014, el cantón de Rougemont-le-Château fue suprimido el 1 de abril de 2015 y sus 11 comunas pasaron a formar parte del cantón de Giromagny.